# Narcyz żonkil
Narcyz żonkil, żonkil (Narcissus jonquilla L.) – gatunek roślin z rodziny amarylkowatych. Nazwa pochodzi od francuskiego słowa jonquille (żonkil, żółty narcyz), które to słowo wywodzi się z kolei od hiszpańskiego junquillo – zdrobnienia od junco (trzcina, sitowie). Na naturalnych stanowiskach rośnie dziko w Portugalii i Hiszpanii. Od gatunku tego pochodzi wiele mieszańców, które ogrodnicy zaliczają do 7 grupy narcyzów (mieszańce jonquilla).
Uwaga: potocznie nazwą „żonkil” określa się cały szereg żółto kwitnących gatunków i mieszańców narcyza (Narcissus spp.), niezależnie od ich pochodzenia i pozycji w systematyce. Najczęściej (kwiaciarnie!) określa się tak odmiany zaliczane przez hodowców do grupy 1.: narcyzy trąbkowe.

## Morfologia
U typowej formy gatunku na jednym pędzie osadzonych jest 2–6 pachnących kwiatów, barwy żółtej i mają żółty przykoronek krótszy od płaskich listków okwiatu. Mieszańce jonquilla zachowują te cechy gatunku macierzystego. Na pędzie znajduje się zwykle 2 lub więcej kwiatów, a wysokość całego pędu wraz z kwiatami wynosi do 38 cm.

## Zastosowanie
Ze względu na swoje duże, jaskrawe kwiaty i wczesną porę kwitnienia uprawiany jest w gruncie na rabatach i w trawnikach jako roślina ozdobna. Często wykorzystywany jest też na kwiat cięty, w wodzie długo zachowuje świeżość. W Polsce często uprawiany jest w ogrzewanych szklarniach i pędzony dla przyspieszania kwitnienia. Tak przyspieszone narcyzy sprzedaje się w doniczkach lub na kwiat cięty bardzo wczesną wiosną, a nawet w zimie.

## Kultywary(wybrane)

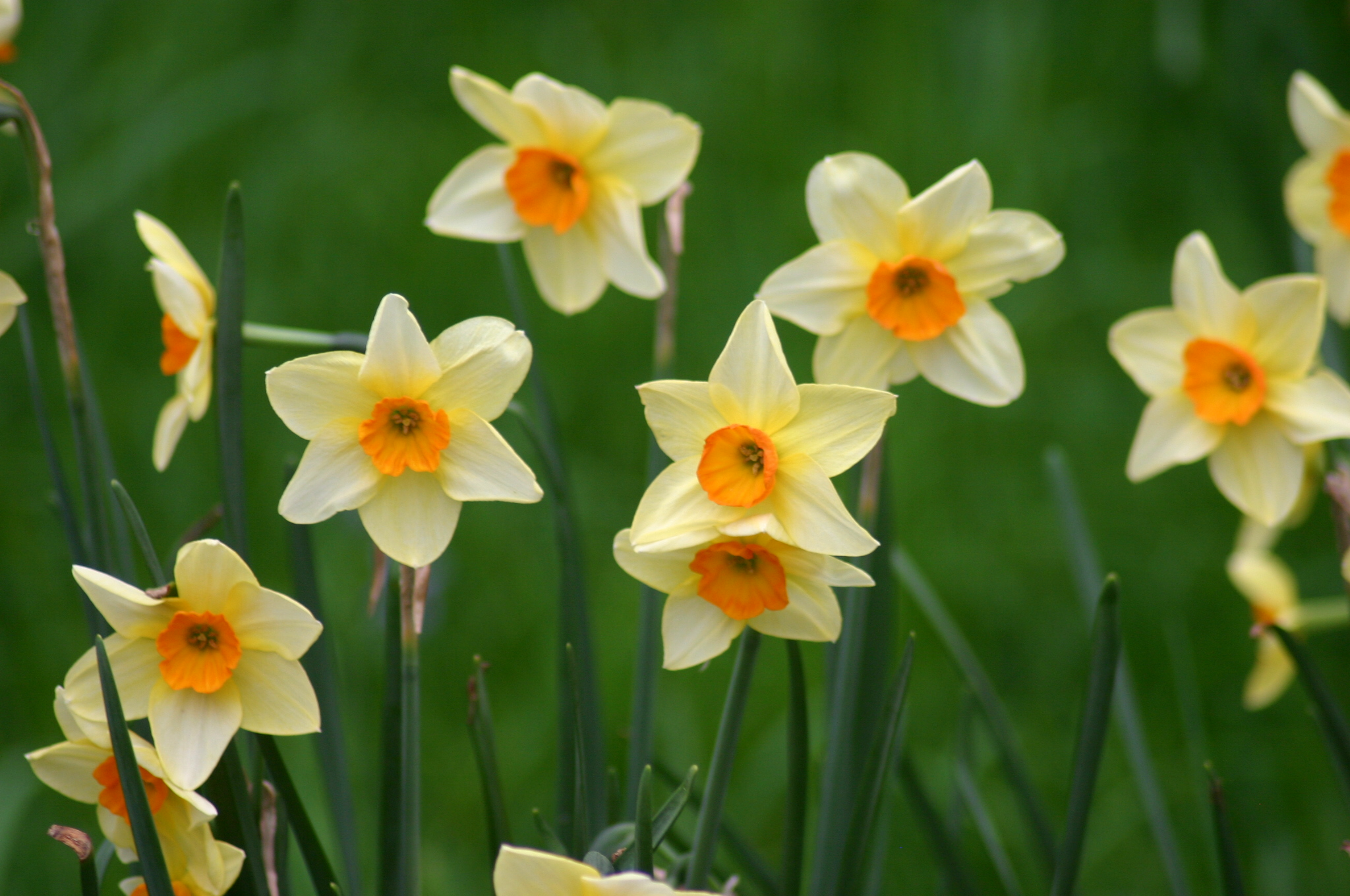
Odmiana 'Suzy' z grupy Jonquilla

- 'Stratosphere' – ma na pędach po 3 kwiaty o złotożółtym przykoronku nieco ciemniejszym od listków okwiatu
- 'Trevithian' – ma na pędzie 1–3 kwiaty o różowożółtym kolorze
- 'Sweetness' – kwiaty złotożółte o bardzo wydłużonych listkach okwiatu

## Uprawa

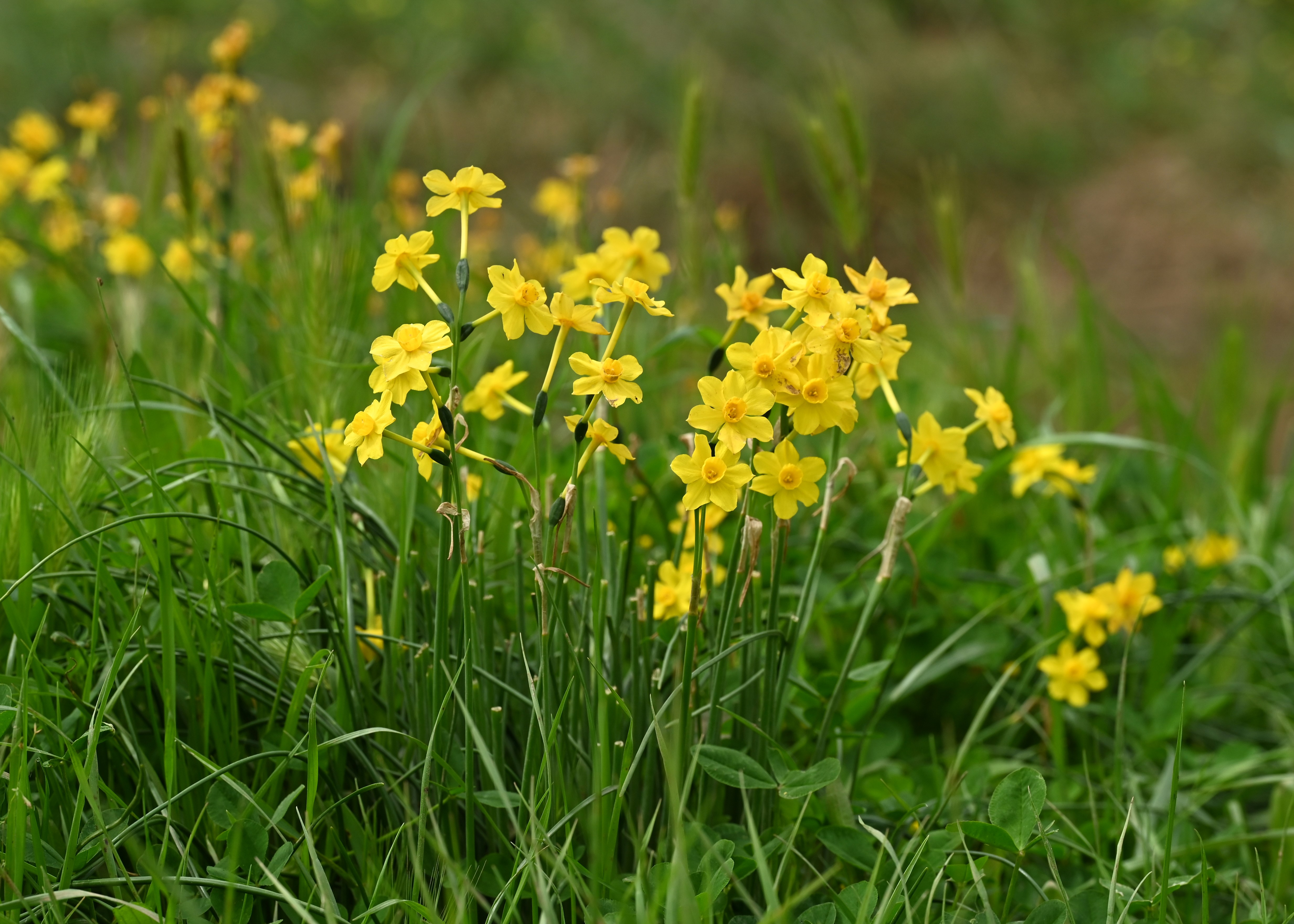
Narcyz żonkil na naturalnym stanowisku w południowej Hiszpanii

Nie ma specjalnych wymagań co do gleby i można go uprawiać na każdej glebie ogrodowej, najlepiej jednak rośnie na glebie próchnicznej i stale wilgotnej. Oprócz nawożenia i odchwaszczania nie wymaga innych zabiegów pielęgnacyjnych. Wytwarza stale cebule przybyszowe, za pomocą których łatwo go rozmnażać. Wykopuje się je pod koniec czerwca lub z początkiem lipca, gdy pęd naziemny zaczyna już obumierać, przechowuje w chłodnym i ciemnym pomieszczeniu i sadzi we wrześniu. Po kilku latach uprawy wskutek wytwarzania cebulek przybyszowych roślina nadmiernie zagęści się i słabo kwitnie, należy wówczas (po przekwitnieniu rośliny) cebulki przerzedzić.

## Obecność w kulturze i symbolice
Żonkil jest symbolem pamięci o powstaniu w getcie warszawskim.